# Obří bouda
Obří bouda (německý název Riesenbaude), Pec čp. 106, je zaniklá horská bouda na české straně Obřího sedla v Krkonoších (1.395 m). Původně zde stávala Panská bouda z poloviny 17. století, v níž byli ubytováni dělníci, kteří stavěli na Sněžce kapli sv. Vavřince. Později tato bouda zanikla a místo ní vystavěl kupec Mitlöhner z Velké Úpy v roce 1848 Obří boudu, k níž byla roku 1883 dokončena cesta Obřím dolem. V té době patřila bouda svou kapacitou mezi největší v Krkonoších. Po 2. světové válce byla bouda znárodněna, později kvůli zanedbané údržbě zchátrala a v roce 1982 byla zbourána. Poblíž bývalé Obří boudy na polské straně stojí Slezský dům.

## Historie
Původně v této lokalitě stávala kolem roku 1660 Panská bouda (Herrenbaude) s otevřeným ohništěm, jednou světnicí a komorou. Nechal ji postavit hrabě Schaffgotsch pro dělníky stavějící na vrcholku Sněžky kapli sv. Vavřince. V záznamu z roku 1670 nicméně stavba figuruje již jako zřícenina.
V roce 1847 získal kupec Stefan Mitlöhner z Velké Úpy od hraběte Bertholda von Aichelburg souhlas ke stavbě tzv. letní boudy pro dobytek a také pro poutníky. Stavba byla dokončena následující rok. Ve druhé polovině 19. století změnila Obří bouda několikrát majitele. Roku 1880 boudu vlastnil Adolf Heyn. Od roku 1883, kdy byla vybudována cesta z Pece Obřím dolem, se počet návštěvníků začal zvyšovat. Heyn proto boudu rozšířil tak, že s kapacitou 35 pokojů a až 100 nocležníků patřila mezi největší v Krkonoších. Po jeho smrti vedla modernizovanou boudu od roku 1898 jeho vdova. Až do 1. 4. 1900 byl zimním správcem boudy Stefan Dix, který zahynul v lavině. Na jeho památku je na modře značené turistické cestě z Obřího dolu k bývalé Obří boudě kousek nad bývalou vodárnou umístěn křížek. Hospodařil zde také Johann Mitlöhner, jehož rodiče, žena a dvě děti zahynuli 29. července 1897 pod lavinou, která se zřítila z úbočí Růžové hory přímo na jejich dům v Obřím dole. Mitlöhner byl tou dobou zrovna v Obří boudě.
Dne 4. července 1907 v boudě přenocoval Karel May s manželkou při své cestě do Slezska. Dojmy z cesty popsal ve své povídce z roku 1908 Abdahn Effendi (česky Abdán Effendi, 1995). Před první světovou válkou se plánovalo prodloužení železniční tratě z Hermsdorfu (Sobieszow) až do sedla pod Sněžkou, ale plány zřejmě válka překazila. Po válce vyrostla na německé straně těsně za hranicí Obří boudě konkurence v podobě Slezského domu.
V září 1938 obsadili Obří boudu a také Petrovku a Špindlerovku povstalci, kteří odsud ostřelovali české hraniční hlídky. Po druhé světové válce byla bouda znárodněna a dostala se pod správu Krkonošských hotelů. Byla částečně přestavěna, sloužila dále turistickému ruchu, ale postupně upadala. Střídali se zde nekvalifikovaní zaměstnanci a správci, kteří  na toto odlehlé místo často přicházeli „za trest“. Extrémní povětrnostní podmínky a zanedbaná údržba boudu postupně zdevastovaly. V roce 1970 byla Obří bouda z hygienických důvodů uzavřena pro veřejnost a v roce 1982 byla zbourána.